# ۴۰۰ (میلادی)
۴۰۰ (میلادی) چهارصد مین سال تقویم میلادی است.

## زادگان
- بهرام گور، شاهنشاه ساسانی

## درگذشتگان
‎